# Bengt Tandberg
Carl Johan Rudolf Bengt Tandberg, född 14 december 1874 i Hedvig Eleonora församling, Stockholm, död 1 augusti 1948 i Oscars församling, Stockholm, var en svensk målare och tecknare. 

## Biografi
Tandberg var son till hovjägmästaren Börre Pedersen Tandberg och hans hustru Augusta Aurora, född Löfberg, samt bror till målarmästaren Olle Tandberg. Han studerade först målning för Olof Arborelius vid Tekniska skolan innan han fortsatte sina konststudier vid Althins målarskola i Stockholm. Efter sina studier arbetade han en tid som extra teckningslärare vid  Konstakademien i Stockholm. Han medverkade i samlingsutställningar med Sveriges allmänna konstförening. Hans konst består huvudsakligen av landskapsskildringar och idrottsbilder utförda i olja eller teckning. 
I unga år var han tillsammans med sina tre bröder Einar, Olof och Gunnar, ledande i backhoppning på skidor. Bengt Tandberg representerade Djurgårdens IF tillsammans med sina bröder.
Han var ogift.